# Eurocopa Sub-21 de 1992
La Eurocopa Sub-21 de 1992 no tuvo una sede fija como tal, debido a que también sirvió como clasificación para el fútbol en Los Juegos Olímpicos de Barcelona 1992. Está fue la primera aparición de la Alemania Reunificada. Italia fue campeón de la competición.
Debido a que sirvió como clasificación para dichos Juegos Olímpicos, la selección anfitriona (España) se clasificó automáticamente a pesar de no estar clasificada para la Eurocopa sub-21. Los 3 mejores de la competición se clasificaron para los Juegos Olímpicos (sin contar a los países que no forman parte del COI, como Escocia) y el cuarto mejor se clasificaba para la eliminatoria intercontinental. Al final los clasificados fueron Italia, Suecia, Dinamarca y Polonia. 

## Clasificación
| Grupo 1 | Grupo 1        | P | G | E | P | GF | GC | Pts |
| ------- | -------------- | - | - | - | - | -- | -- | --- |
| 1       | Checoslovaquia | 8 | 7 | 1 | 0 | 23 | 4  | 15  |
| 2       | Francia        | 8 | 3 | 2 | 3 | 7  | 5  | 8   |
| 3       | España         | 7 | 3 | 2 | 2 | 6  | 5  | 8   |
| 4       | Albania        | 7 | 1 | 2 | 4 | 3  | 13 | 4   |
| 5       | Islandia       | 8 | 1 | 1 | 6 | 3  | 15 | 3   |

| - Islandia 0–0 Albania - Islandia 0–1 Francia - Checoslovaquia 7–0 Islandia - España 2–0 Islandia - Francia 1–2 Checoslovaquia - Checoslovaquia 3–1 España - Albania 0–0 Francia - España 1–0 Albania - Francia 0–1 España - Francia 3–0 Albania | - Albania 1–5 Checoslovaquia - Albania 2–1 Islandia - Islandia 0–1 Checoslovaquia - Checoslovaquia 1–0 Francia - Islandia 1–0 España - España 0–0 Francia - Checoslovaquia 3–0 Albania - España 1–1 Checoslovaquia - Francia 2–1 Islancia - Albania – España (no se jugó) |

| Grupo 2 | Grupo 2  | P | G | E | P | GF | GC | Pts |
| ------- | -------- | - | - | - | - | -- | -- | --- |
| 1       | Escocia  | 6 | 5 | 0 | 1 | 13 | 5  | 10  |
| 2       | Bulgaria | 6 | 4 | 0 | 2 | 6  | 2  | 8   |
| 3       | Rumania  | 6 | 2 | 0 | 4 | 5  | 9  | 4   |
| 4       | Suiza    | 6 | 1 | 0 | 5 | 5  | 13 | 2   |

| - Escocia 2–0 Rumania - Suiza 0–2 Bulgaria - Rumania 0–1 Bulgaria - Escocia 4–2 Suiza - Bulgaria 2–0 Escocia - Escocia 1–0 Bulgaria | - Suiza 0–2 Rumania - Bulgaria 1–0 Suiza - Suiza 0–3 Escocia - Rumania 1–3 Escocia - Rumania 1–3 Suiza - Bulgaria 0–1 Rumania |

| Grupo 3 | Grupo 3         | P | G | E | P | GF | GC | Pts |
| ------- | --------------- | - | - | - | - | -- | -- | --- |
| 1       | Italia          | 6 | 4 | 1 | 1 | 6  | 8  | 9   |
| 2       | Noruega         | 6 | 3 | 1 | 2 | 13 | 6  | 7   |
| 3       | Unión Soviética | 6 | 2 | 3 | 1 | 6  | 4  | 7   |
| 4       | Hungría         | 6 | 0 | 1 | 5 | 1  | 8  | 1   |

| - URSS 2–2 Noruega - Noruega 3–1 Hungría - Italia 1–0 Hungría - Hungría 0–0 URSS - Hungría 0–1 Italia - Noruega 6–0 Italia | - Italia 1–0 URSS - Noruega 0–1 URSS - URSS 2–0 Hungría - URSS 1–1 Italia - Hungría 0–1 Noruega - Italia 2–1 Noruega |

| Grupo 4 | Grupo 4    | P | G | E | P | GF | GC | Pts |
| ------- | ---------- | - | - | - | - | -- | -- | --- |
| 1       | Dinamarca  | 6 | 4 | 2 | 0 | 21 | 4  | 10  |
| 2       | Yugoslavia | 6 | 4 | 0 | 2 | 11 | 10 | 8   |
| 3       | Austria    | 6 | 2 | 2 | 2 | 8  | 5  | 6   |
| 4       | San Marino | 6 | 0 | 0 | 6 | 0  | 21 | 0   |

| - San Marino 0–3 Dinamarca - Yugoslavia 1–0 Austria - Dinamarca 3–0 Yugoslavia - San Marino 0–2 Austria - Yugoslavia 5–0 San Marino - Austria 3–0 San Marino | - Dinamarca 7–0 San Marino - Yugoslavia 2–6 Dinamarca - Dinamarca 1–1 Austria - Austria 1–1 Dinamarca - Austria 1–2 Yugoslavia - San Marino 0–1 Yugoslavia |

| Grupo 5 | Grupo 5    | P | G | E | P | GF | GC | Pts |
| ------- | ---------- | - | - | - | - | -- | -- | --- |
| 1       | Alemania   | 4 | 4 | 0 | 0 | 12 | 1  | 8   |
| 2       | Bélgica    | 4 | 2 | 0 | 2 | 5  | 6  | 4   |
| 3       | Luxemburgo | 4 | 0 | 0 | 4 | 0  | 10 | 0   |

| - Luxemburgo 0–3 Alemania - Bélgica 2–0 Luxemburgo - Alemania 3–1 Bélgica | - Luxemburgo 0–2 Bélgica - Bélgica 0–3 Alemania - Alemania 3–0 Luxemburgo |

| Grupo 6 | Grupo 6      | P | G | E | P | GF | GC | Pts |
| ------- | ------------ | - | - | - | - | -- | -- | --- |
| 1       | Países Bajos | 6 | 4 | 2 | 0 | 20 | 4  | 10  |
| 2       | Portugal     | 6 | 4 | 2 | 0 | 9  | 2  | 10  |
| 3       | Finlandia    | 6 | 2 | 0 | 4 | 7  | 13 | 4   |
| 4       | Malta        | 6 | 0 | 0 | 6 | 5  | 22 | 0   |

| - Finlandia 0–1 Portugal - Portugal 0–0 Países Bajos - Malta 1–4 Países Bajos - Malta 1–3 Portugal - Portugal 2–0 Malta - Países Bajos7–1 Malta | - Países Bajos 1–0 Finlandia - Finlandia 1–7 Países Bajos - Finlandia 3–1 Malta - Portugal 2–0 Finlandia - Países Bajos 1–1 Portugal - Malta 1–3 Finlandia |

| Grupo 7 | Grupo 7    | P | G | E | P | GF | GC | Pts |
| ------- | ---------- | - | - | - | - | -- | -- | --- |
| 1       | Polonia    | 6 | 6 | 0 | 0 | 10 | 2  | 12  |
| 2       | Inglaterra | 6 | 3 | 1 | 2 | 11 | 5  | 7   |
| 3       | Turquía    | 6 | 1 | 1 | 4 | 6  | 11 | 3   |
| 4       | Irlanda    | 6 | 1 | 0 | 5 | 5  | 14 | 2   |

| - Inglaterra 0–1 Polonia - Irlanda 3–2 Turquía - Irlanda 0–3 Inglaterra - Turquía 0–1 Polonia - Inglaterra 3–0 Irlanda - Polonia 2–0 Turquía | - Irlanda 1–2 Polonia - Turquía 2–2 Inglaterra - Inglaterra 2–0 Turquía - Polonia 2–0 Irlanda - Polonia 2–1 Inglaterra - Turquía 2–1 Irlanda |

| Grupo 8 | Grupo 8 | P | G | E | P | GF | GC | Pts |
| ------- | ------- | - | - | - | - | -- | -- | --- |
| 1       | Suecia  | 6 | 4 | 2 | 0 | 17 | 3  | 10  |
| 2       | Israel  | 6 | 3 | 2 | 1 | 11 | 6  | 8   |
| 3       | Grecia  | 6 | 1 | 1 | 4 | 6  | 13 | 3   |
| 4       | Chipre  | 6 | 1 | 1 | 4 | 3  | 15 | 3   |

| - Suecia 5–0 Grecia - Chipre 1–1 Suecia - Grecia 2–2 Israel - Israel 4–0 Chipre - Chipre 1–0 Grecia - Suecia 6–0 Chipre | - Suecia 2–1 Israel - Israel 2–1 Grecia - Israel 0–0 Suecia - Grecia 1–3 Suecia - Chipre 1–2 Israel - Grecia 2–0 Chipre |

### Clasificados
| Selección      | Vía de clasificación |
| -------------- | -------------------- |
| Checoslovaquia | Ganador del Grupo 1  |
| Escocia        | Ganador del Grupo 2  |
| Italia         | Ganador del Grupo 3  |
| Dinamarca      | Ganador del Grupo 4  |
| Alemania       | Ganador del Grupo 5  |
| Países Bajos   | Ganador del Grupo 6  |
| Polonia        | Ganador del Grupo 7  |
| Suecia         | Segunda del Grupo 8  |

## Ronda Final
|  | Cuartos de final | Cuartos de final | Cuartos de final |   |           | Semifinales | Semifinales | Semifinales |  |  | Final  | Final | Final |
|  |                  |                  |                  |   |           |             |             |             |  |  |        |       |       |
|  |                  |                  |                  |   |           |             |             |             |  |  |        |       |       |
|  | Alemania         | 1                | 3                |   |           |             |             |             |  |  |        |       |       |
|  | Escocia          | 1                | 4                |   |           |             |             |             |  |  |        |       |       |
|  | Escocia          | 1                | 4                |   | Escocia   | 0           | 0           |             |  |  |        |       |       |
|  |                  |                  |                  |   | Escocia   | 0           | 0           |             |  |  |        |       |       |
|  |                  | Suecia           | 0                | 1 |           |             |             |             |  |  |        |       |       |
|  | Países Bajos     | Suecia           | 0                | 1 | 2         | 0           |             |             |  |  |        |       |       |
|  | Países Bajos     |                  |                  |   | 2         | 0           |             |             |  |  |        |       |       |
|  | Suecia (v.)      | 1                | 1                |   |           |             |             |             |  |  |        |       |       |
|  |                  |                  |                  |   |           |             |             |             |  |  | Suecia | 0     | 1     |
|  |                  |                  | Italia           | 2 | 0         |             |             |             |  |  |        |       |       |
|  | Dinamarca        | 5                | 1                |   |           |             |             |             |  |  |        |       |       |
|  | Polonia          | 0                | 1                |   |           |             |             |             |  |  |        |       |       |
|  | Polonia          | 0                | 1                |   | Dinamarca | 0           | 0           |             |  |  |        |       |       |
|  |                  |                  |                  |   | Dinamarca | 0           | 0           |             |  |  |        |       |       |
|  |                  | Italia           | 1                | 2 |           |             |             |             |  |  |        |       |       |
|  | Checoslovaquia   | Italia           | 1                | 2 | 1         | 0           |             |             |  |  |        |       |       |
|  | Checoslovaquia   |                  |                  |   | 1         | 0           |             |             |  |  |        |       |       |
|  | Italia           | 2                | 2                |   |           |             |             |             |  |  |        |       |       |

### Cuartos de final
| 10-3-1992 | Alemania     | 1–1     | Escocia     | Ruhrstadion, Bochum                                           |                                                               |
|           | Schmäler 39' | Reporte | Creaney 31' | Asistencia: 8,000 espectadores Árbitro(s): Arcangelo Pezzella | Asistencia: 8,000 espectadores Árbitro(s): Arcangelo Pezzella |

| 23-3-1992 | Escocia                                            | 4–3     | Alemania                              | Pittodrie Stadium, Aberdeen                                        |                                                                    |
|           | McKinnon 43' · Creaney 69' · Lambert 78' · Rae 87' | Reporte | Kranz 10' · Scholl 41' · Herrlich 53' | Asistencia: 20,175 espectadores Árbitro(s): Joaquín Urío Velázquez | Asistencia: 20,175 espectadores Árbitro(s): Joaquín Urío Velázquez |

| 11-3-1992 | Países Bajos                   | 2–1     | Suecia     | Nieuw Galgenwaard, Utrecht                             |                                                        |
|           | Roest 22' (pen.) · Taument 54' | Reporte | Fursth 24' | Asistencia: 8,500 espectadores Árbitro(s): Keith Burge | Asistencia: 8,500 espectadores Árbitro(s): Keith Burge |

| 25-3-1992 | Suecia      | 1–0     | Países Bajos | Värendsvallen, Växjö                                  |                                                       |
|           | Simpson 75' | Reporte |              | Asistencia: 7,353 espectadores Árbitro(s): Brian Hill | Asistencia: 7,353 espectadores Árbitro(s): Brian Hill |

| 11-3-1992 | Dinamarca                                      | 5–0     | Polonia | Aalborg Stadion, Aalborg                                      |                                                               |
|           | Frandsen 10' · Molnar 22' 17' · Møller 24' 42' | Reporte |         | Asistencia: 4,367 espectadores Árbitro(s): Wolf-Günter Wiesel | Asistencia: 4,367 espectadores Árbitro(s): Wolf-Günter Wiesel |

| 25-3-1992 | Polonia       | 1–1     | Alemania  | Stadion Górnika, Zabrze                                |                                                        |
|           | Juskowiak 71' | Reporte | Frank 29' | Asistencia: 3,000 espectadores Árbitro(s): Egil Nervik | Asistencia: 3,000 espectadores Árbitro(s): Egil Nervik |

| 11-3-1992 | Checoslovaquia   | 1–2     | Italia                        | Spartak Stadium, Trnava                                   |                                                           |
|           | Nečas 86' (pen.) | Reporte | Melli 9' · Kotůlek 55' (a.g.) | Asistencia: 3,465 espectadores Árbitro(s): Lajos Hartmann | Asistencia: 3,465 espectadores Árbitro(s): Lajos Hartmann |

| 25-3-1992 | Italia                       | 2–0     | Checoslovaquia | Stadio Silvio Appiani, Padova                              |                                                            |
|           | Bertarelli 39' · Luzardi 42' | Reporte |                | Asistencia: 12,562 espectadores Árbitro(s): Mircea Salomir | Asistencia: 12,562 espectadores Árbitro(s): Mircea Salomir |

### Semifinales
| 22-4-1992 | Escocia | 0–0     | Suecia | Pittodrie Stadium, Aberdeen                                    |                                                                |
|           |         | Reporte |        | Asistencia: 21,482 espectadores Árbitro(s): Michał Listkiewicz | Asistencia: 21,482 espectadores Árbitro(s): Michał Listkiewicz |

| 29-4-1992 | Suecia      | 1–0     | Escocia | Eyravallen, Örebro                                     |                                                        |
|           | Rödlund 81' | Reporte |         | Asistencia: 2,376 espectadores Árbitro(s): Jozef Marko | Asistencia: 2,376 espectadores Árbitro(s): Jozef Marko |

| 9-4-1992 | Dinamarca | 0–1     | Italia   | Aalborg Stadion, Aalborg                                |                                                         |
|          |           | Reporte | Buso 20' | Asistencia: 4,400 espectadores Árbitro(s): Joël Quiniou | Asistencia: 4,400 espectadores Árbitro(s): Joël Quiniou |

| 22-4-1992 | Italia               | 2–0     | Dinamarca | Estadio Renato Curi, Perugia                             |                                                          |
|           | Buso 54' · Muzzi 79' | Reporte |           | Asistencia: 10,869 espectadores Árbitro(s): Luben Spasov | Asistencia: 10,869 espectadores Árbitro(s): Luben Spasov |

### Final
| 28-5-1992 | Italia               | 2–0     | Suecia | Estadio Paolo Mazza, Ferrara                                   |                                                                |
|           | Buso 71' · Sordo 80' | Reporte |        | Asistencia: 15,846 espectadores Árbitro(s): Mario van der Ende | Asistencia: 15,846 espectadores Árbitro(s): Mario van der Ende |

| 3-6-1992 | Suecia      | 1–0     | Italia | Värendsvallen, Växjö                                      |                                                           |
|          | Simpson 60' | Reporte |        | Asistencia: 6,172 espectadores Árbitro(s): Brian McGinlay | Asistencia: 6,172 espectadores Árbitro(s): Brian McGinlay |

## Eliminatoria intercontinental
Australia, como campeón de Oceanía, se enfrentó a Países Bajos como quinto lugar de Europa en una eliminatoria a ida y vuelta para determinar al último clasificado para Barcelona 1992.
| Equipo 1  | Agr.     | Equipo 2     | Ida | Vuelta |
| --------- | -------- | ------------ | --- | ------ |
| Australia | 3–3 (v.) | Países Bajos | 1–1 | 2–2    |

| 17 de mayo de 1992 | Australia  | 1–1     | Países Bajos      | Sydney Football Stadium, Sídney                           |                                                           |
|                    | Vidmar 24' | Reporte | Murphy 49' (a.g.) | Asistencia: 18,784 espectadores Árbitro(s): Shizuo Takada | Asistencia: 18,784 espectadores Árbitro(s): Shizuo Takada |

| 24 de mayo de 1992 | Países Bajos               | 2–2 (t. s.) | Australia        | Stadion Galgenwaard, Utrecht                              |                                                           |
|                    | - De Boer 69' - Numan 102' | Reporte     | - Zelic 43' 117' | Asistencia: 8,500 espectadores Árbitro(s): Philippe Leduc | Asistencia: 8,500 espectadores Árbitro(s): Philippe Leduc |

## Clasificados
- Italia
- Suecia
- Dinamarca
- Polonia